# Jungfrauenbecher

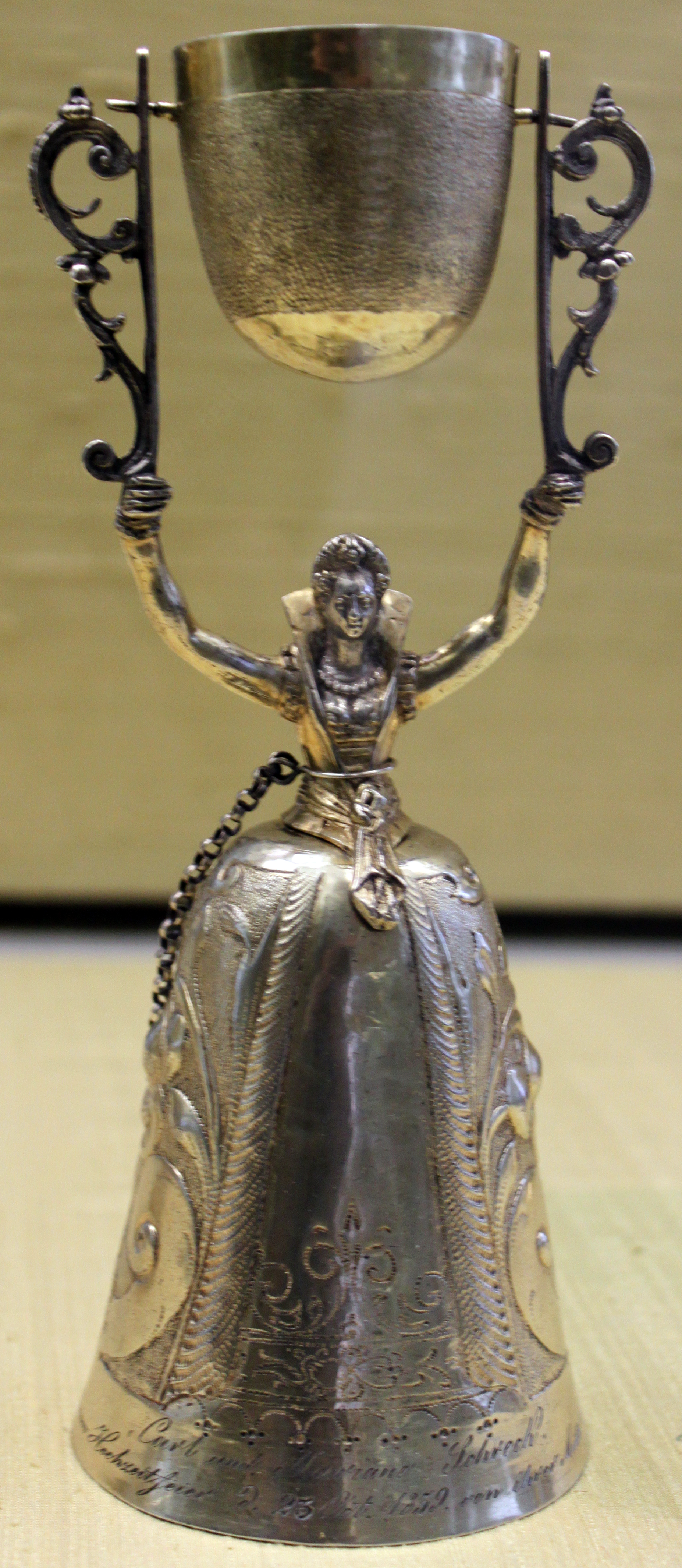
Przykład naczynia Jungfrauenbecher

Jungfrauenbecher (niem. puchar panieński) – rodzaj podwójnego kielicha w kształcie sylwetki kobiecej, ubranej w długą spódnicę o kształcie dzwonu. Ręce postaci są uniesione w górę, trzymają czarę na obrotowej osi. Długa spódnica, po odwróceniu pucharu, służy za drugie naczynie. Kielich powstał w Niemczech, prawdopodobnie pod koniec XVI wieku. Użycie jungfrauenbecherchru  było częścią ceremonii weselnej. Zgodnie z zwyczajem do obu naczyń odwróconego pucharu nalewano wina. Pan młody wypijał trunek ze spódnicy starając się nie rozlać płynu z drugiej czarki. Następnie próbował odwrócić naczynie do góry nogami bez wylewania wina z mniejszego naczynia. Resztę napoju wypijała panna młoda. Z wyrobu naczyń słynęła Norymberga.